# پایگاه هوایی سله
پایگاه هوایی سله (به انگلیسی: Celle Air Base) (به زبان بومی: Heeresflugplatz Celle) یک فرودگاه نظامی با کد یاتا ZCN است که یک باند فرود آسفالت دارد و طول باند آن ۱۸۳۱ متر است. این فرودگاه در کشور آلمان قرار دارد و در ارتفاع ۳۹ متری از سطح دریا واقع شده‌است.